# Mascagnia aequatorialis
Mascagnia aequatorialis är en tvåhjärtbladig växtart som beskrevs av W.R.Anderson och C.Davis. Mascagnia aequatorialis ingår i släktet Mascagnia och familjen Malpighiaceae. Inga underarter finns listade i Catalogue of Life.